# ألفرد هوبنر
ألفرد هوبنر (بالألمانية: Alfred Hübner)‏ هو طيار بطل ألماني، ولد في 26 أكتوبر 1891 في لاونبورغ في ألمانيا، وتوفي في القرن العشرين.